# Wiktor Alexejewitsch Krowopuskow
Wiktor Alexejewitsch Krowopuskow (russisch Виктор Алексеевич Кровопусков; * 29. September 1948 in Moskau) ist ein ehemaliger sowjetischer Säbel-Fechter. Er gewann viermal Gold bei Olympischen Spielen: zweimal im Einzel, zweimal mit der Säbel-Mannschaft.

## Karriere
Wiktor Krowopuskow begann das Fechten im Alter von 13 Jahren an der Kinder- und Jugendsportschule in Moskau, wo er anfangs von Igor Chernyshev trainiert wurde. Zwischen 1973 und 1986 gehörte er zum sowjetischen Nationalteam. Bei den Olympischen Sommerspielen 1976 in Montreal gewann Krowopuskow die Goldmedaillen im Einzel und mit der Säbel-Mannschaft. Vier Jahre später, bei den Olympischen Sommerspielen 1980 in seiner Heimatstadt Moskau, konnte er beide Olympiasiege verteidigen.
Er gewann sieben Weltmeistertitel: 1974 in Grenoble, 1975 in Budapest, 1979 in Melbourne, 1983 in Wien und 1985 in Barcelona mit der Säbelmannschaft, sowie 1978 in Hamburg und 1982 in Rom im Einzel. 1976 wurde Krowopuskow der Orden des Roten Banners der Arbeit verliehen, 1980 der Leninorden.